# 以色列国民银行
以色列国民银行（希伯來語：‎），以色列商业银行之一，为以色列最大的银行之一。国民银行总资产3658.54亿以色列新谢克尔（2011年）。依其总资产计算，国民银行是以色列第一大银行，总部位于特拉维夫市。全球雇员达13500名。除以色列本土之外，国民银行在美国、瑞士、英国、墨西哥、乌拉圭、罗马尼亚、瑞士、中国设有分支机构。以色列政府为最大的股东，持有14.8%的股权（2006年6月）；Shlomo Eliahu与Branea Invest各占10%的股权；以上三者为国民银行的主要控制方。

## 历史
1902年2月27日，盎格鲁巴勒斯坦公司（Anglo Palestine Company）在英国伦敦成立。1903年在雅法成立首个分行。1932年，原在雅法的主要分行迁至耶路撒冷。以色列立国后，国民银行获许发行新货币。1950年，更名为以色列国民银行。1954年，以色列银行成立后，以国民银行成为专门的商业银行。1983年，国民银行国有化。2013年9月，以色列国民银行在中国上海成立代表处。
2021年9月23日，Valley National（VLY）同意收购 Leumi Bank的美国子公司 Leumi Le Israel BM （OTCPK：BLMIF），交易价值约为 $11.5亿美金，包括期权价值。Leumi 股东持有的每股 Leumi 股份将获得 3.8025 股 Valley National Bancorp (VLY) 普通股和 5.08 美元现金。此次收购将扩大 Valley National 的技术和风险投资银行业务并增加其收入多样性，而 Bank Leumi Le-Israel 将增加其在美国市场的敞口。